# Seznam hannoverských panovníků

## Kurfiřti
Brunšvicko-Lüneburský vévoda Arnošt August (1629–1698) byl roku 1692 povýšen na římskoněmeckého kurfiřta, čímž získal významné právo podílet se na volbě římsko-německého císaře.

Hannoverská dynastie
| jméno                               | obrázek       | období vlády | život     | rodiče                                                         | poznámky                                         |
| ----------------------------------- | ------------- | ------------ | --------- | -------------------------------------------------------------- | ------------------------------------------------ |
| Arnošt August Brunšvicko-Lüneburský | Arnošt August | 1692–1698    | 1629–1698 | Jiří Brunšvicko-Lüneburský Anna Eleonora Hesensko-Darmstadtská | předtím vévoda Brunšvicko-Lüneburský             |
| Jiří I.                             | Jiří I.       | 1698–1727    | 1660–1727 | Arnošt August Brunšvicko-Lüneburský Žofie Hannoverská          | od roku 1714 také král Velké Británie a Irska    |
| Jiří II.                            | Jiří II.      | 1727–1760    | 1683–1760 | Jiří I. Žofie Dorota z Celle                                   |                                                  |
| Jiří III.                           | Jiří III.     | 1760–1814    | 1738–1820 | Frederik z Walesu Augusta Sasko-Gothská                        | král po roce 1814, v letech 1807 až 1814 nevládl |

## Králové
V říjnu roku 1814 bylo rozhodnutím Vídeňského kongresu povýšeno dosavadní kurfiřtství Hannoverské (které zaniklo) na království.

Hannoverská dynastie
| jméno            | obrázek          | období vlády | život     | rodiče                                            | poznámky                                               |
| ---------------- | ---------------- | ------------ | --------- | ------------------------------------------------- | ------------------------------------------------------ |
| Jiří III.        | Jiří III.        | 1814–1820    | 1738–1820 | Frederik z Walesu Augusta Sasko-Gothská           | kurfiřt před rokem 1814, v letech 1807 až 1814 nevládl |
| Jiří IV.         | Jiří IV.         | 1820–1830    | 1762–1830 | Jiří III. Karla Meklenbursko-Střelická            |                                                        |
| Vilém IV.        | Vilém IV.        | 1830–1837    | 1738–1837 | Jiří III. Karla Meklenbursko-Střelická            |                                                        |
| Arnošt August I. | Arnošt August I. | 1837–1851    | 1771–1851 | Jiří III. Karla Meklenbursko-Střelická            |                                                        |
| Jiří V.          | Petr II.         | 1851–1866    | 1819–1878 | Arnošt August I. Frederika Meklenbursko-Střelická | sesazen Pruskem                                        |